# Baliomorpha echinata
Baliomorpha echinata là một loài Trichoptera trong họ Hydropsychidae. Chúng phân bố ở miền Australasia.